# Glaucon
Cet article possède des paronymes, voir Gros con, Gros-con et Grocon.
Glaucon d'Athènes  (en grec ancien : Γλαύκων / Glaúkōn) est un philosophe et musicien, élève de Socrate.

## Biographie
Glaucon est le fils d'Ariston et Périctionè, et le frère aîné d'Adimante et de Platon. Socrate, dont il est le disciple, l'engage à ne pas se mêler des affaires publiques, pour lesquelles il ne lui trouvait pas de talent. 
Glaucon est présent dans le Parménide.
Il est l'un des principaux interlocuteurs de Socrate dans La République, notamment :
- Au Livre II, dans lequel il rapporte l'histoire de l'anneau de Gygès, qui vise à montrer que les hommes ne sont pas justes par respect de la justice, mais sous l'effet de la surveillance des autres ;
- Au Livre III, dans l'échange où il est question de la médecine, ce qui tendrait à justifier le fait que l'on retrouve un personnage, peut-être le même, du nom de Glaucon que cite Claude Galien dans ses Œuvres médicales - De la méthode thérapeutique. À Glaucon[1]
- Livre VII, dans l'échange sur la formation des philosophes illustrée par l'allégorie de la caverne.
- Livre IX, dans l'examen de l'homme tyrannique.

## Œuvres
Selon Diogène Laërce, il aurait réuni en un volume neuf dialogues, intitulés :
- Phidyle
- Euripide
- Amynthicos
- Euthias
- Lysithède
- Aristophane
- Céphale
- Anaxiphème
- Ménexène

Tous sont perdus. Plusieurs études tentèrent d'attribuer les rôles-titres des dialogues. Euripide et Aristophane étant des poètes connus, les dialogues devaient probablement se rattacher à eux. Céphalos peut désigner Céphalos de Clazomènes (narrateur du Parménide), Céphalos de Syracuse (présent dans le premier livre de La République) ou Céphalos de Collytos, un démocrate athénien durant la guerre du Péloponnèse. Ménexène est un disciple de Socrate et dont le nom inspira le dialogue éponyme. Un triarque nommé Euthias est attesté, Lysithède est un élève d'Isocrate mais il est impossible de savoir si ce sont les mêmes personnes des titres des dialogues.
Diogène rajoute que trente-deux autres dialogues lui sont attribués, mais ne seraient pas authentiques.